# 上維林圭
上維林圭（西班牙語：Alto Bilingüe），是巴拿馬的城鎮，位於該國西北部，由恩戈貝-布格雷特區的聖卡塔利納奧卡洛韋博拉區負責管轄，該鎮在2012年5月10日從巴耶博尼托分出。